# 栗田靖之
栗田 靖之（くりた やすゆき、1939年-）は、日本の文化人類学者。専攻はブータン研究。国立民族学博物館名誉教授。

## 経歴
1939年、大阪府生まれ。京都大学文学部哲学科心理学専攻を経て、同大学院文学研究科博士課程単位取得退学。1973年大阪女子大学学芸学部講師、1974年同助教授。1976年国立民族学博物館助教授、1991年教授。2003年3月定年退職、同名誉教授。

## 主な著作

### 共著
- 『暮らしの文化人類学』（石毛直道・大丸弘・端信行との共著、PHP研究所）
- 『新ニッポン学人学―サラリーマンの24時間は変わったのか―』（石毛直道・小山修三・端信行との共著、PHP研究所）

### 編著
- 『日本人の人間関係』（ドメス出版）

### 共編著
- 『日本人の贈答』（伊藤幹治との共編、ミネルヴァ書房）
- 『子どもの世界』（岩田慶治・松原正毅との共編、くもん出版）
- 『知と教養の文明学』（梅棹忠夫との共編、中央公論社）
- 『嗜好品の文化人類学』（高田公理・CDIとの共編、講談社選書メチエ・講談社）